# Estillac
Estillac est une commune du Sud-Ouest de la France, située dans le département de Lot-et-Garonne (région Nouvelle-Aquitaine).
Ses habitants sont appelés les Estillacais et Estillacaises.

## Géographie

### Localisation
Commune de l'aire d'attraction d'Agen située dans son unité urbaine à 7,7 kilomètres au sud-ouest d'Agen en Brulhois.

### Communes limitrophes
Les communes limitrophes sont Roquefort, Aubiac, Moirax et Le Passage.
| Roquefort |          |            |
|           | Estillac | Le Passage |
|           | Aubiac   | Moirax     |

### Géologie et relief
Les formations glaciaires jouent le rôle de drain vers les alluvions fluviatiles sous-jacentes tout au long de la vallée de la Garonne. On y trouve :
- Quaternaire - Cônes de déjection post et tardi-glaciaires.
- Quaternaire  - Cônes de déjection contemporains.
- Quaternaire - Basse terrasse inondable, post-glaciaire.
- Quaternaire - Basse terrasse tardi-glaciaire.
- Quaternaire - Moraines à blocs granitiques prédominants, gangue bleuâtre souvent lavée, sables et argiles stratifiés, galets peu

roulés.
- Quaternaire - Moraines.

L'altitude minimale de la commune est de 54 mètres, sa maximale est de 164 mètres pour une altitude de 109 mètres. La mairie d'Estillac est à 155 mètres.
La commune n'est pas en zone de risque sismique.

### Climat
Pour des articles plus généraux, voir Climat de la Nouvelle-Aquitaine et Climat de Lot-et-Garonne.
Historiquement, la commune est exposée à un climat océanique aquitain.  
En 2020, Météo-France publie une typologie des climats de la France métropolitaine dans laquelle la commune est exposée à un climat océanique altéré et est dans la région climatique Aquitaine, Gascogne, caractérisée par une pluviométrie abondante au printemps, modérée en automne, un faible ensoleillement au printemps, un été chaud (19,5 °C), des vents faibles, des brouillards fréquents en automne et en hiver et des orages fréquents en été (15 à 20 jours).
Pour la période 1971-2000, la température annuelle moyenne est de 12,9 °C, avec une amplitude thermique annuelle de 15,4 °C. Le cumul annuel moyen de précipitations est de 779 mm, avec 10,6 jours de précipitations en janvier et 6,7 jours en juillet. Pour la période 1991-2020, la température moyenne annuelle observée sur la station météorologique installée sur la commune est de 13,8 °C et le cumul annuel moyen de précipitations est de 708,2 mm,. Pour l'avenir, les paramètres climatiques de la commune estimés pour 2050 selon différents scénarios d’émission de gaz à effet de serre sont consultables sur un site dédié publié par Météo-France en novembre 2022.
| Mois                                  | jan.             | fév.             | mars           | avril           | mai             | juin           | jui.            | août           | sep.          | oct.          | nov.            | déc.             | année      |
| ------------------------------------- | ---------------- | ---------------- | -------------- | --------------- | --------------- | -------------- | --------------- | -------------- | ------------- | ------------- | --------------- | ---------------- | ---------- |
| Température minimale moyenne (°C)     | 2,5              | 2,3              | 4,6            | 7               | 10,5            | 13,9           | 15,7            | 15,7           | 12,3          | 9,8           | 5,6             | 3,1              | 8,6        |
| Température moyenne (°C)              | 6,1              | 6,9              | 10,1           | 12,6            | 16,3            | 19,8           | 21,9            | 22             | 18,6          | 14,9          | 9,6             | 6,6              | 13,8       |
| Température maximale moyenne (°C)     | 9,6              | 11,6             | 15,6           | 18,2            | 22              | 25,6           | 28              | 28,3           | 24,8          | 20            | 13,6            | 10               | 18,9       |
| Record de froid (°C) date du record   | −17,4 16.01.1985 | −21,9 15.02.1956 | −10,5 01.03.05 | −3,9 08.04.1956 | −1,6 01.05.1960 | 2,5 04.06.1953 | 5,9 08.07.1954  | 4,7 26.08.1966 | 1 23.09.1962  | −5 30.10.1949 | −8,8 27.11.1942 | −12,1 26.12.1962 | −21,9 1956 |
| Record de chaleur (°C) date du record | 20,1 02.01.03    | 25,2 27.02.19    | 26,5 13.03.23  | 30,2 30.04.05   | 34 29.05.1943   | 39,3 18.06.22  | 40,6 12.07.1949 | 42,5 24.08.23  | 36,7 03.09.05 | 32,9 01.10.23 | 25,4 07.11.15   | 21,6 03.12.1953  | 42,5 2023  |
| Ensoleillement (h)                    | 756              | 1 127            | 1 718          | 1 862           | 2 155           | 2 349          | 2 602           | 2 501          | 2 107         | 1 429         | 876             | 717              | 20 197     |
| Précipitations (mm)                   | 59,6             | 44,2             | 49             | 70              | 73,3            | 62,2           | 49,4            | 50,4           | 60,6          | 58,7          | 70,1            | 60,7             | 708,2      |

## Urbanisme

### Typologie
Au 1er janvier 2024, Estillac est catégorisée ceinture urbaine, selon la nouvelle grille communale de densité à sept niveaux définie par l'Insee en 2022.
Elle appartient à l'unité urbaine d'Agen, une agglomération intra-départementale regroupant 16  communes, dont elle est une commune de la banlieue,,. Par ailleurs la commune fait partie de l'aire d'attraction d'Agen, dont elle est une commune de la couronne,. Cette aire, qui regroupe 81 communes, est catégorisée dans les aires de 50 000 à moins de 200 000 habitants,.

### Occupation des sols

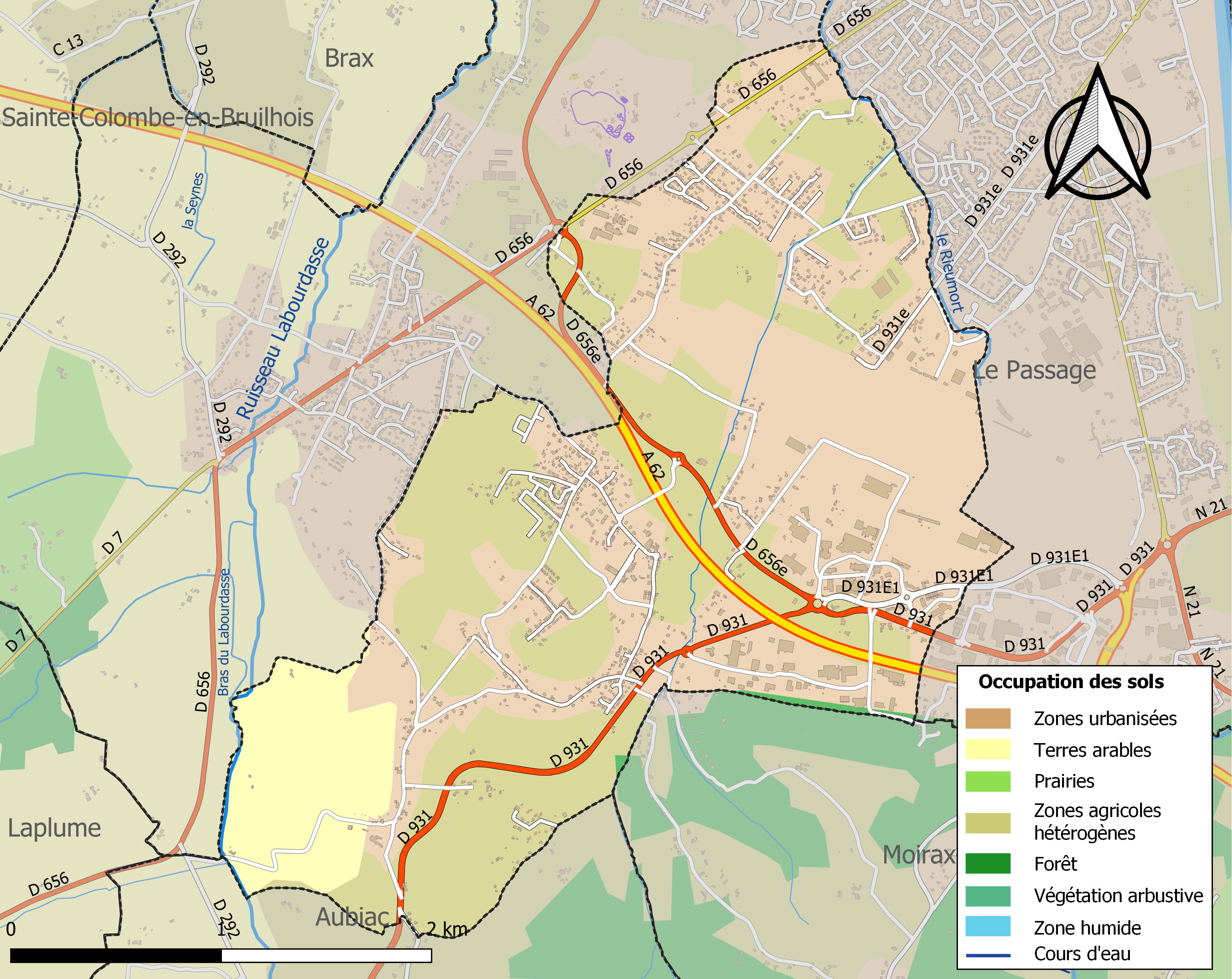
Carte des infrastructures et de l'occupation des sols de la commune en 2018 (CLC).

L'occupation des sols de la commune, telle qu'elle ressort de la base de données européenne d’occupation biophysique des sols Corine Land Cover (CLC), est marquée par l'importance des territoires artificialisés (51,5 % en 2018), en augmentation par rapport à 1990 (19,2 %). La répartition détaillée en 2018 est la suivante : 
zones agricoles hétérogènes (39,3 %), zones urbanisées (28 %), zones industrielles ou commerciales et réseaux de communication (23,1 %), terres arables (8,8 %), espaces verts artificialisés, non agricoles (0,5 %), forêts (0,4 %). L'évolution de l’occupation des sols de la commune et de ses infrastructures peut être observée sur les différentes représentations cartographiques du territoire : la carte de Cassini (XVIIIe siècle), la carte d'état-major (1820-1866) et les cartes ou photos aériennes de l'IGN pour la période actuelle (1950 à aujourd'hui).

### Voies de communication et transports
Le réseau de transports en commun Tempo exploité par la société Keolis Agen dessert les 29 communes de l'agglomération d'Agen soit un total de 92 042 habitants depuis le 30 mars 2012, en remplacement du réseau Transbus.
Elle est traversée par les routes départementales 931, 931e1, la rocade d'Estillac et l'autoroute A62. L'accès en train se fait depuis la Gare d'Agen. L'aéroport Agen-La Garenne se trouvant sur la commune pour les transports aériens.

### Risques majeurs
Le territoire de la commune d'Estillac est vulnérable à différents aléas naturels : météorologiques (tempête, orage, neige, grand froid, canicule ou sécheresse), inondations, mouvements de terrains et séisme (sismicité très faible). Il est également exposé à deux risques technologiques,  le transport de matières dangereuses et  le risque industriel. Un site publié par le BRGM permet d'évaluer simplement et rapidement les risques d'un bien localisé soit par son adresse soit par le numéro de sa parcelle.

#### Risques naturels
La commune fait partie du territoire à risques importants d'inondation (TRI) d’Agen, regroupant 20 communes concernées par un risque de débordement de la Garonne, un des 18 TRI qui ont été arrêtés fin 2012 sur le bassin Adour-Garonne. Les événements antérieurs à 2014 les plus significatifs sont les crues de 1435, 1875, 1930, 1712, 1770 et 1952. Des cartes des surfaces inondables ont été établies pour trois scénarios : fréquent (crue de temps de retour de 10 ans à 30 ans), moyen (temps de retour de 100 ans à 300 ans) et extrême (temps de retour de l'ordre de 1 000 ans, qui met en défaut tout système de protection). La commune a été reconnue en état de catastrophe naturelle au titre des dommages causés par les inondations et coulées de boue survenues en 1982, 1999, 2008, 2009, 2013 et 2021,.
Les mouvements de terrains susceptibles de se produire sur la commune sont des glissements de terrain et des tassements différentiels.

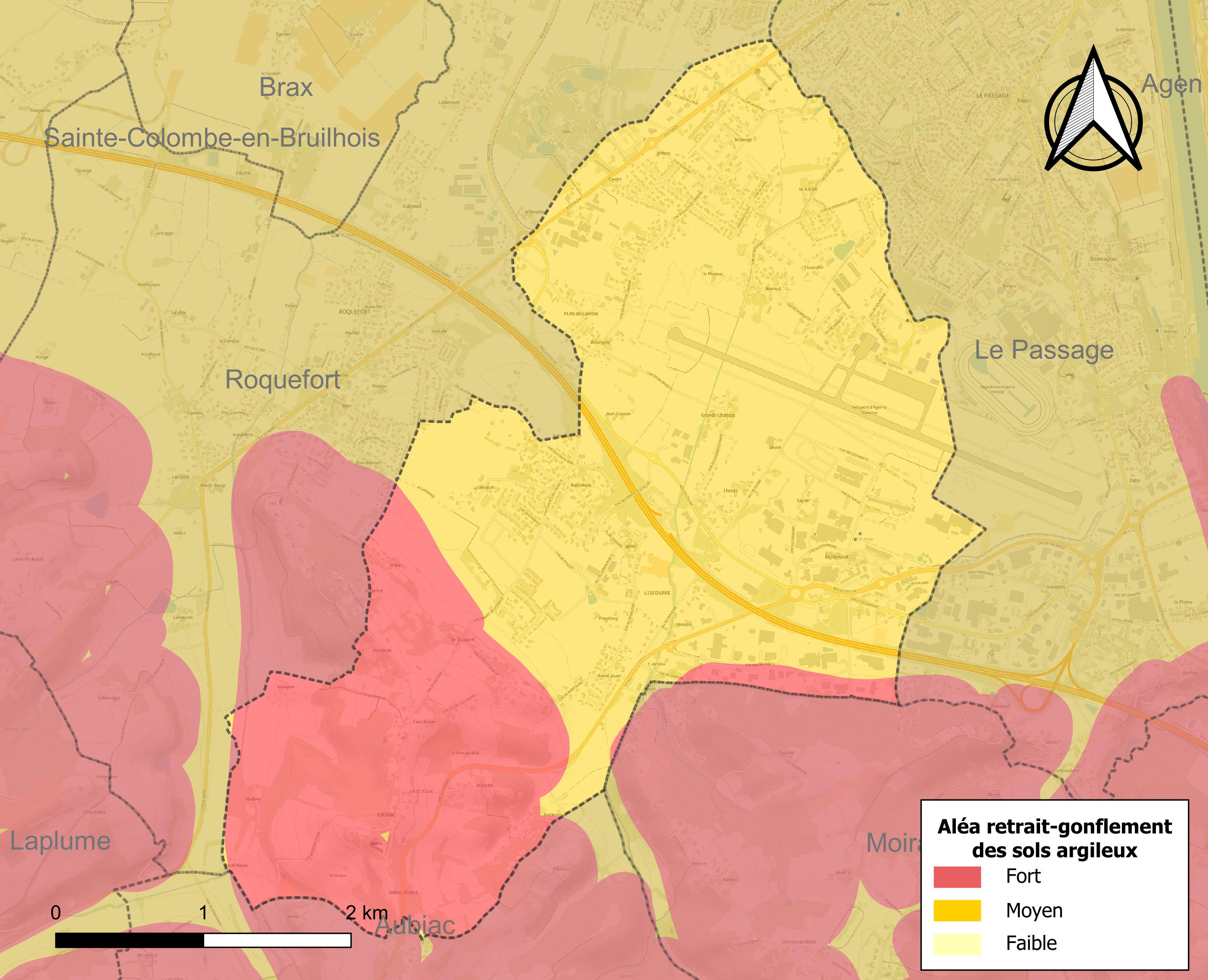
Carte des zones d'aléa retrait-gonflement des sols argileux d'Estillac.

Le retrait-gonflement des sols argileux est susceptible d'engendrer des dommages importants aux bâtiments en cas d’alternance de périodes de sécheresse et de pluie. La totalité de la commune est en aléa moyen ou fort (91,8 % au niveau départemental et 48,5 % au niveau national). Depuis le 1er octobre 2020, en application de la loi ELAN, différentes contraintes s'imposent aux vendeurs, maîtres d'ouvrages ou constructeurs de biens situés dans une zone classée en aléa moyen ou fort,.
Concernant les mouvements de terrains, la commune a été reconnue en état de catastrophe naturelle au titre des dommages causés par la sécheresse en 1991, 1996, 2002, 2003, 2006, 2009, 2011 et 2017 et par des mouvements de terrain en 1999.

#### Risque technologique
La commune est exposée au risque industriel du fait de la présence sur son territoire d'une entreprise soumise  à la directive européenne SEVESO, classée seuil haut : Gruel Fayer SAS (notamment pour l'emploi et le stockage de liquides inflammables et de produits très toxiques).

## Histoire

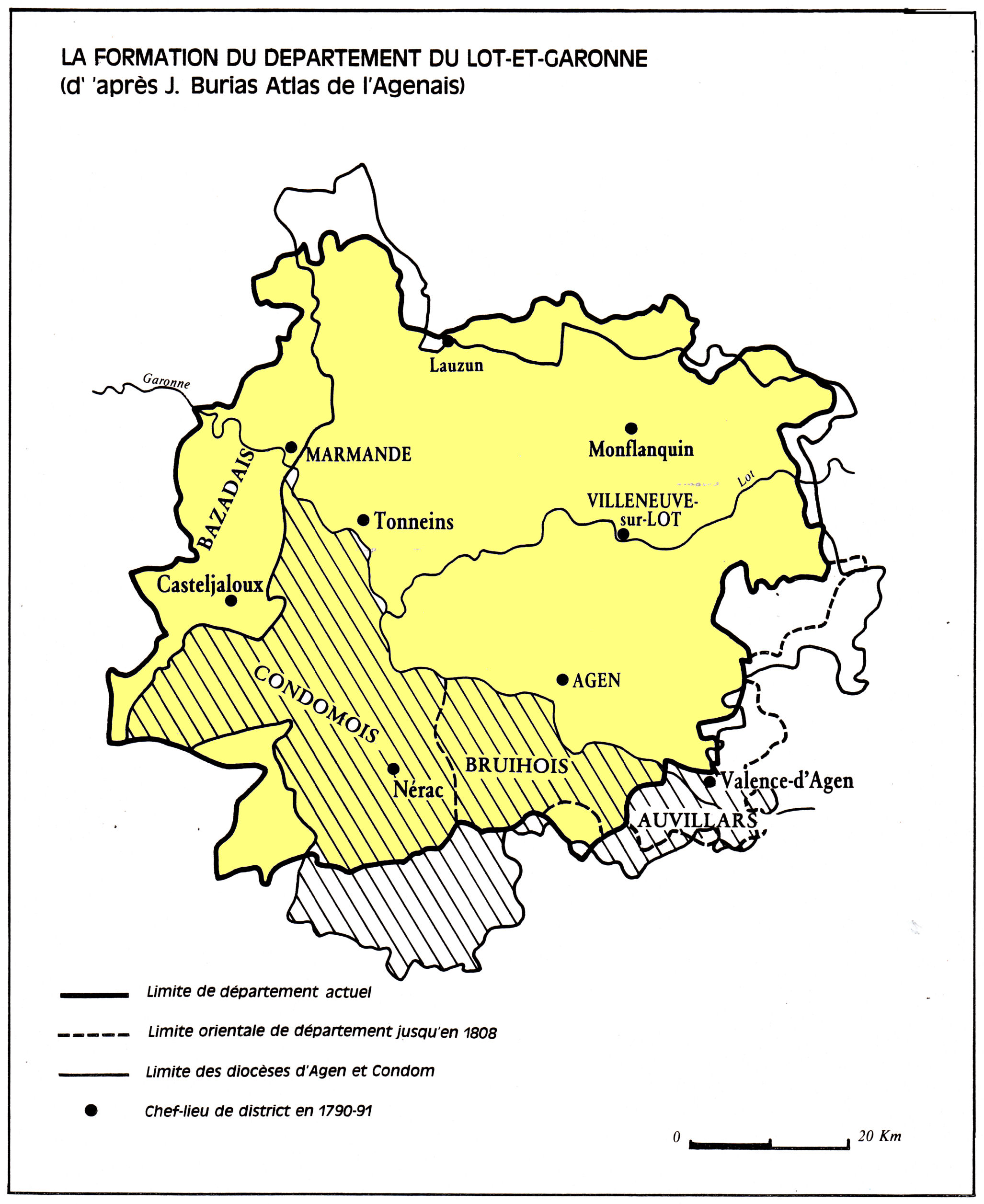
Bruilhois.

La commune d'Estillac annexe Le Buscou en 1826.

### Héraldique
| Blason de Estillac | Blason  | Écartelé, au premier d'azur à la louve arrêtée d'or, au deuxième de gueules à la tour carrée talutée d'or, maçonnée de sable, au troisième de gueules à la gerbe de blé d'or liée d'azur, au quatrième de sinople à la coquille d'or. Devise / Cri« deo duce, ferro comite » (Dieu comme chef, mon épée comme compagnon). |
| Blason de Estillac | Détails | |

## Politique et administration

### Liste des maires

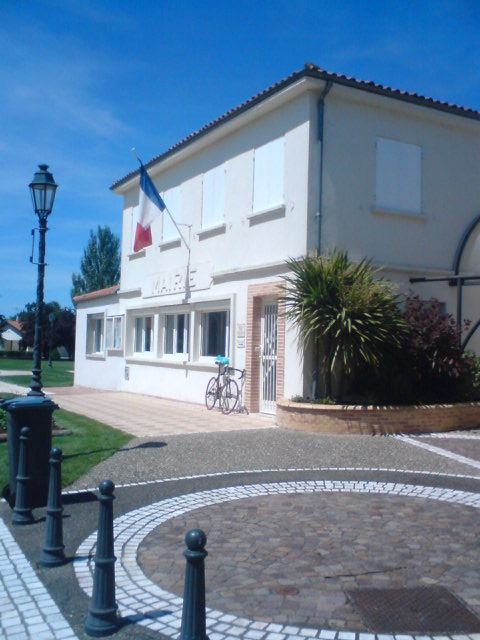
Mairie.

| Période   | Période   | Identité        | Étiquette | Qualité                                             |
| --------- | --------- | --------------- | --------- | --------------------------------------------------- |
| 1954      | mars 1983 | Marcel Bense    |           |                                                     |
| mars 1983 | mars 2008 | Gérard Marty    | UDF       | Conseiller général du canton de Laplume (2001-2008) |
| mars 2008 | En cours  | Jean-Marc Gilly | DVD       | Agriculteur                                         |

### Politique environnementale
Dans son palmarès 2024, le Conseil national de villes et villages fleuris de France a attribué une fleur à la commune.

## Démographie
L'évolution du nombre d'habitants est connue à travers les recensements de la population effectués dans la commune depuis 1793. Pour les communes de moins de 10 000 habitants, une enquête de recensement portant sur toute la population est réalisée tous les cinq ans, les populations de référence des années intermédiaires étant quant à elles estimées par interpolation ou extrapolation. Pour la commune, le premier recensement exhaustif entrant dans le cadre du nouveau dispositif a été réalisé en 2005.

En 2022, la commune comptait 2 392 habitants, en évolution de +20,69 % par rapport à 2016 (Lot-et-Garonne : −0,18 %, France hors Mayotte : +2,11 %).
| 1793 | 1800 | 1806 | 1821 | 1831 | 1836 | 1841 | 1846 | 1851 |
| ---- | ---- | ---- | ---- | ---- | ---- | ---- | ---- | ---- |
| 340  | 323  | 367  | 342  | 480  | 476  | 482  | 488  | 485  |

| 1856 | 1861 | 1866 | 1872 | 1876 | 1881 | 1886 | 1891 | 1896 |
| ---- | ---- | ---- | ---- | ---- | ---- | ---- | ---- | ---- |
| 448  | 460  | 420  | 416  | 396  | 401  | 416  | 349  | 349  |

| 1901 | 1906 | 1911 | 1921 | 1926 | 1931 | 1936 | 1946 | 1954 |
| ---- | ---- | ---- | ---- | ---- | ---- | ---- | ---- | ---- |
| 336  | 314  | 323  | 337  | 325  | 357  | 369  | 349  | 373  |

| 1962 | 1968 | 1975 | 1982 | 1990  | 1999  | 2005  | 2006  | 2010  |
| ---- | ---- | ---- | ---- | ----- | ----- | ----- | ----- | ----- |
| 511  | 770  | 897  | 990  | 1 182 | 1 307 | 1 563 | 1 558 | 1 904 |

| 2015  | 2020  | 2022  | - | - | - | - | - | - |
| ----- | ----- | ----- | - | - | - | - | - | - |
| 1 961 | 2 278 | 2 392 | - | - | - | - | - | - |

## Économie
- Agropole.

## Galerie photos

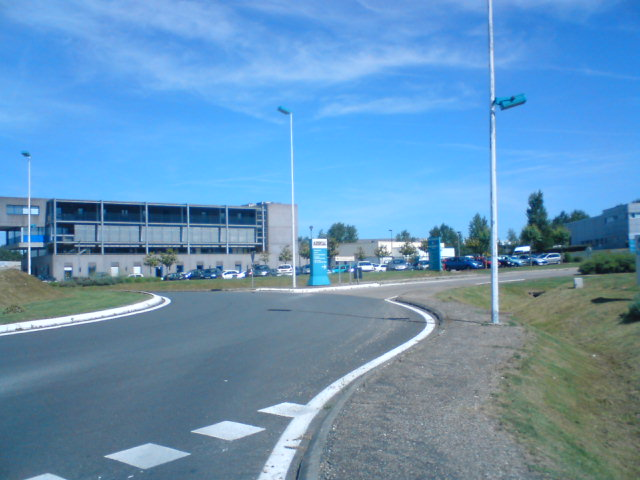
Agropole.
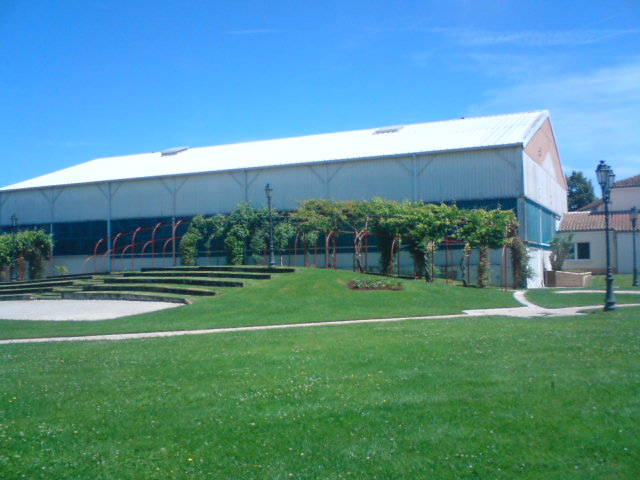
Gymnase.
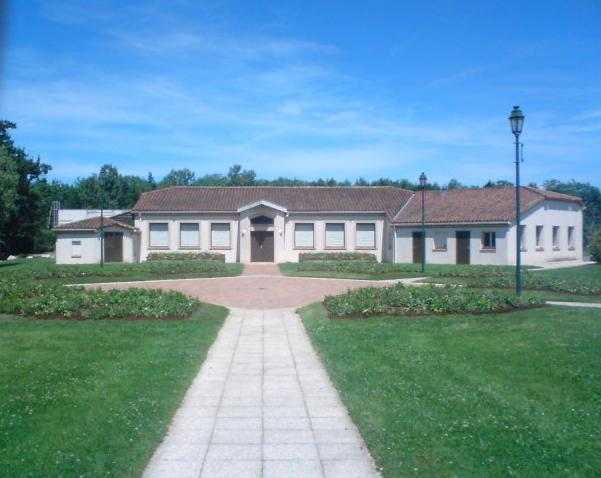
Salle des Fêtes.
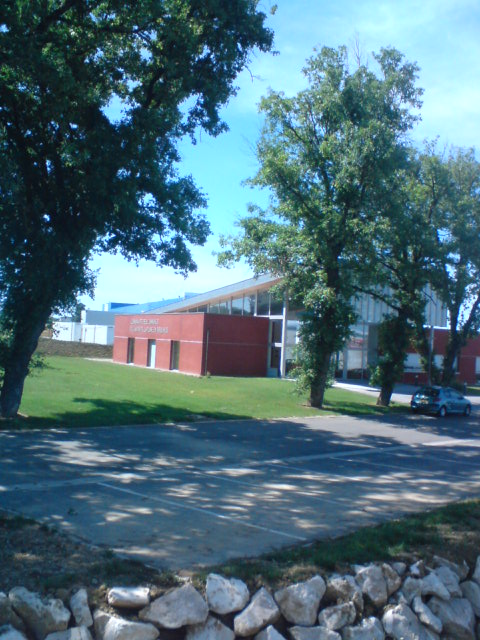
Siège de la Communauté.
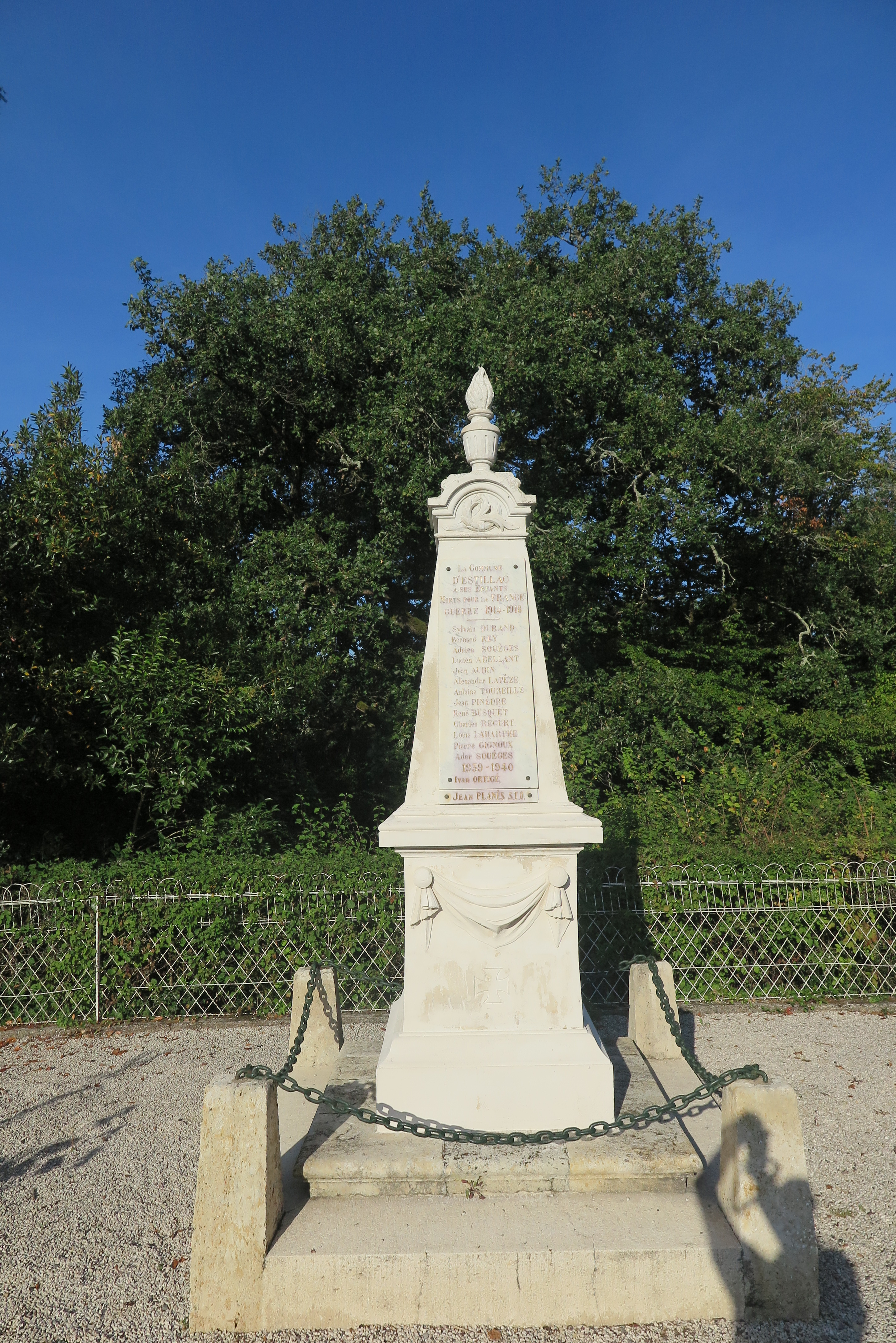
Monument aux morts

## Lieux et monuments
- Lac de Tissandié,
- Château de Montluc : fait l’objet d’un classement au titre des monuments historiques depuis le 5 mars 1958[30].
- Église Saint-Jean-Baptiste, construite près du château au XVIe siècle peut-être avec les pierres du château.

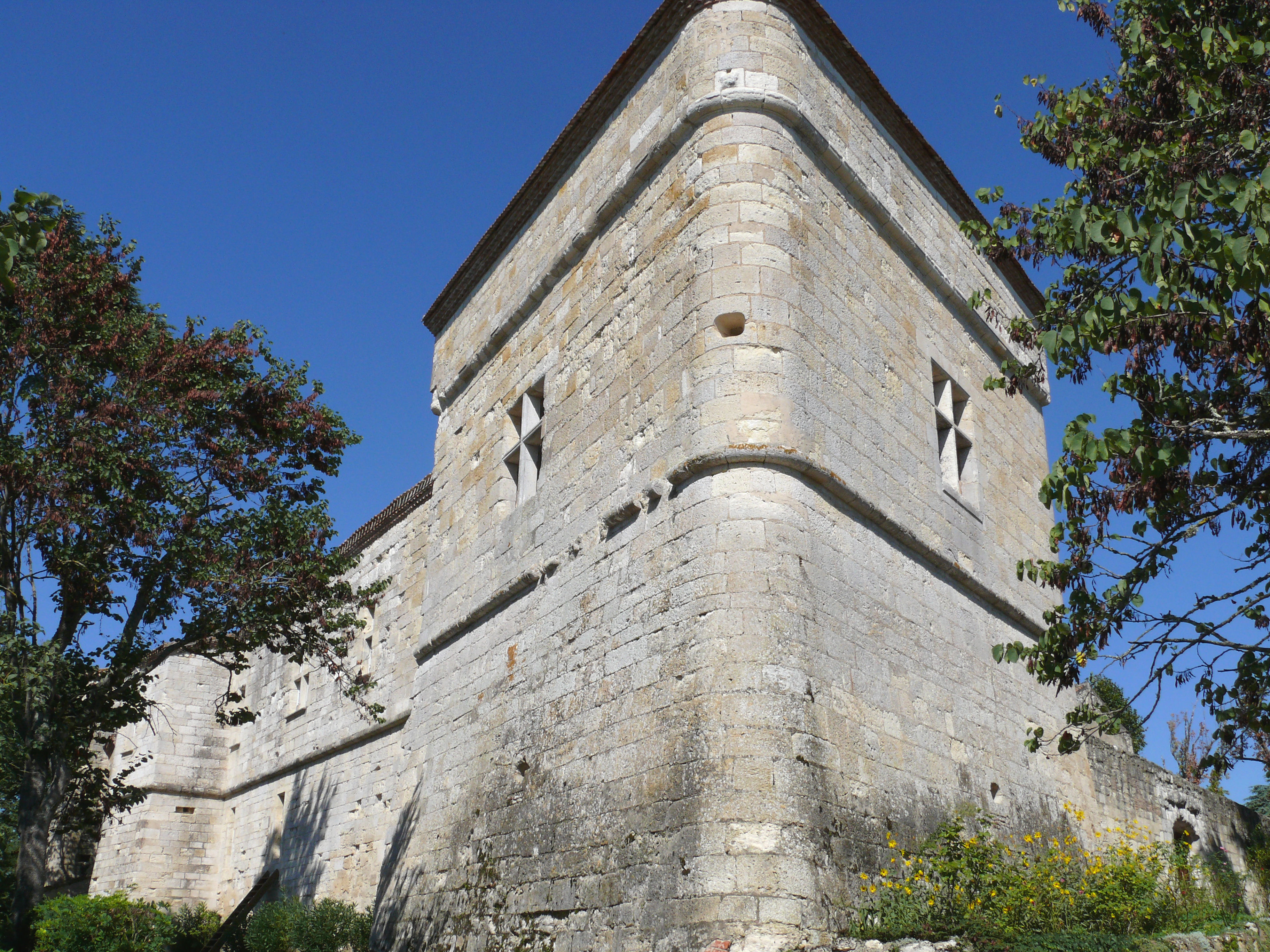
Château d'Estillac - Bastion Sud.
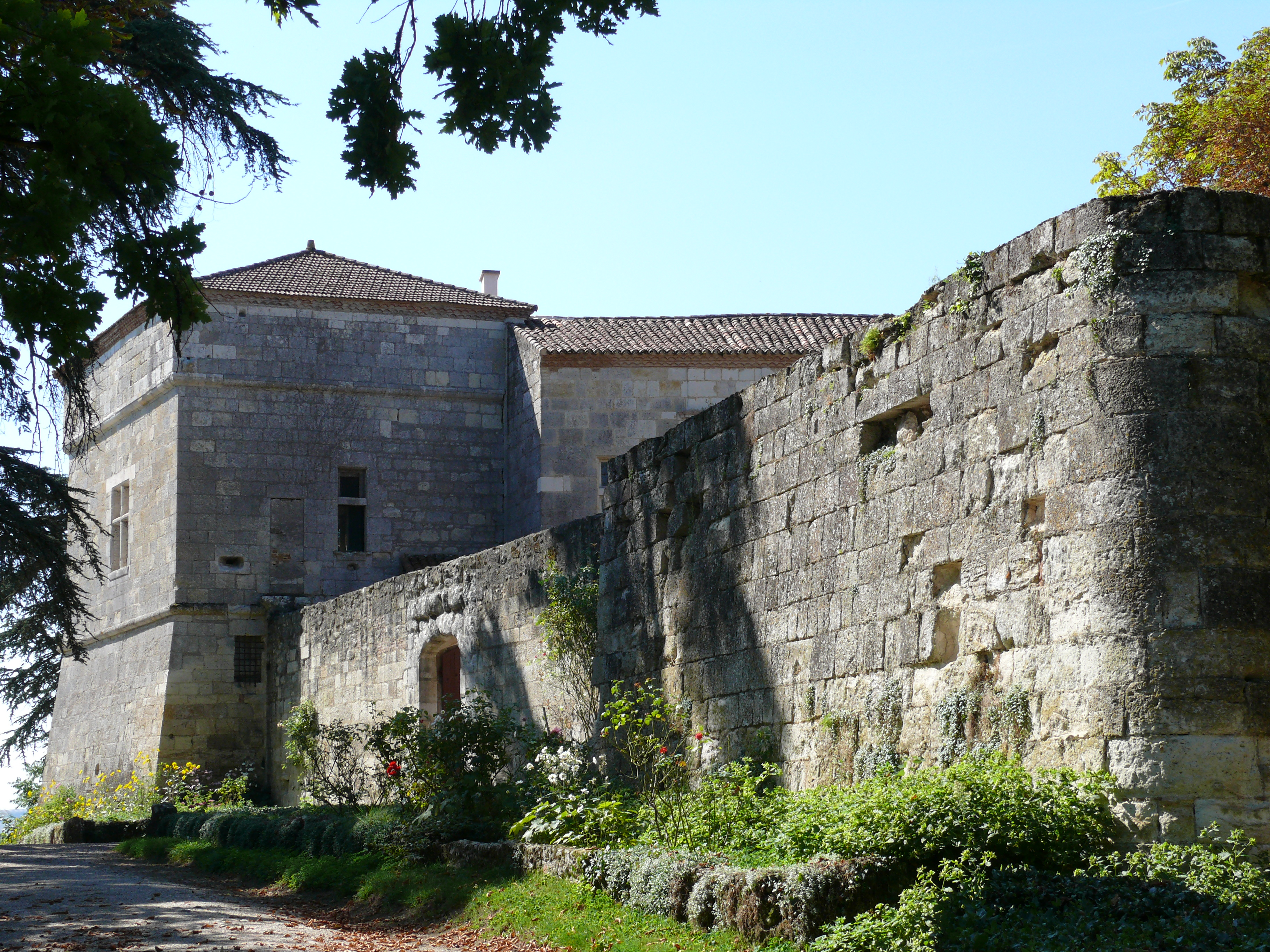
Château d'Estillac - Front de l'entrée avec les bastions.
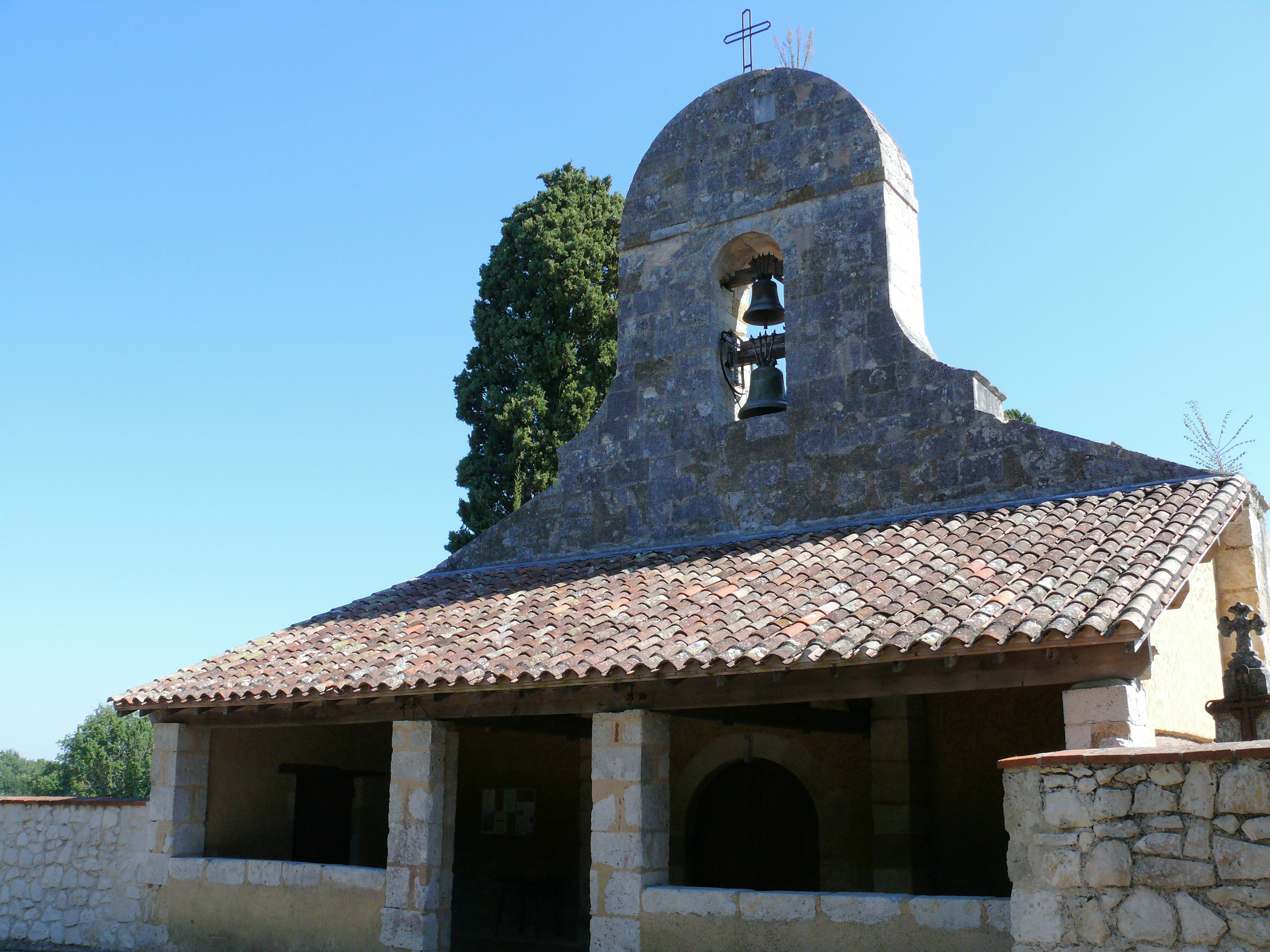
Église Saint-Jean-Baptiste - Porche.
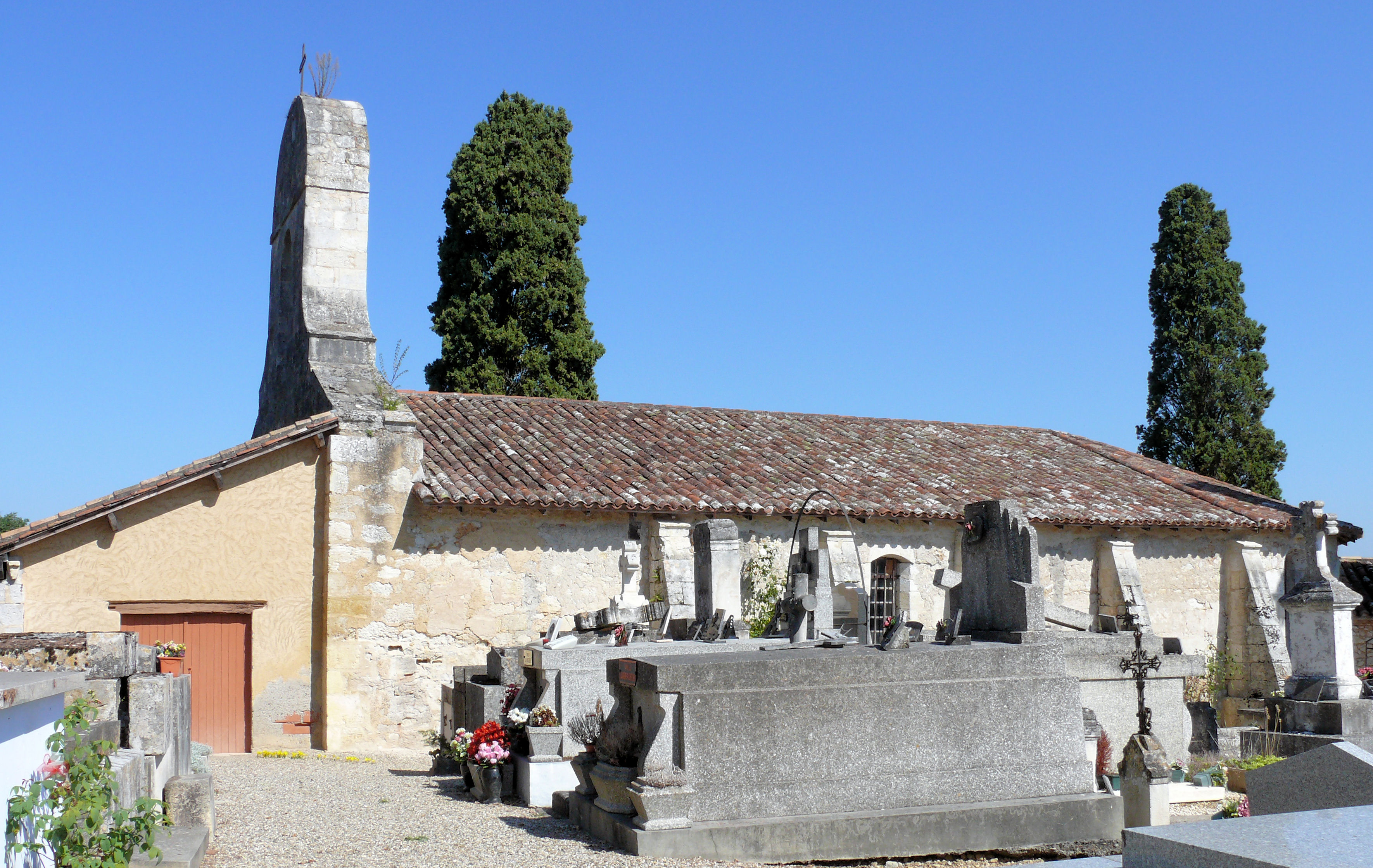
Église Saint-Jean-Baptiste - Ensemble.
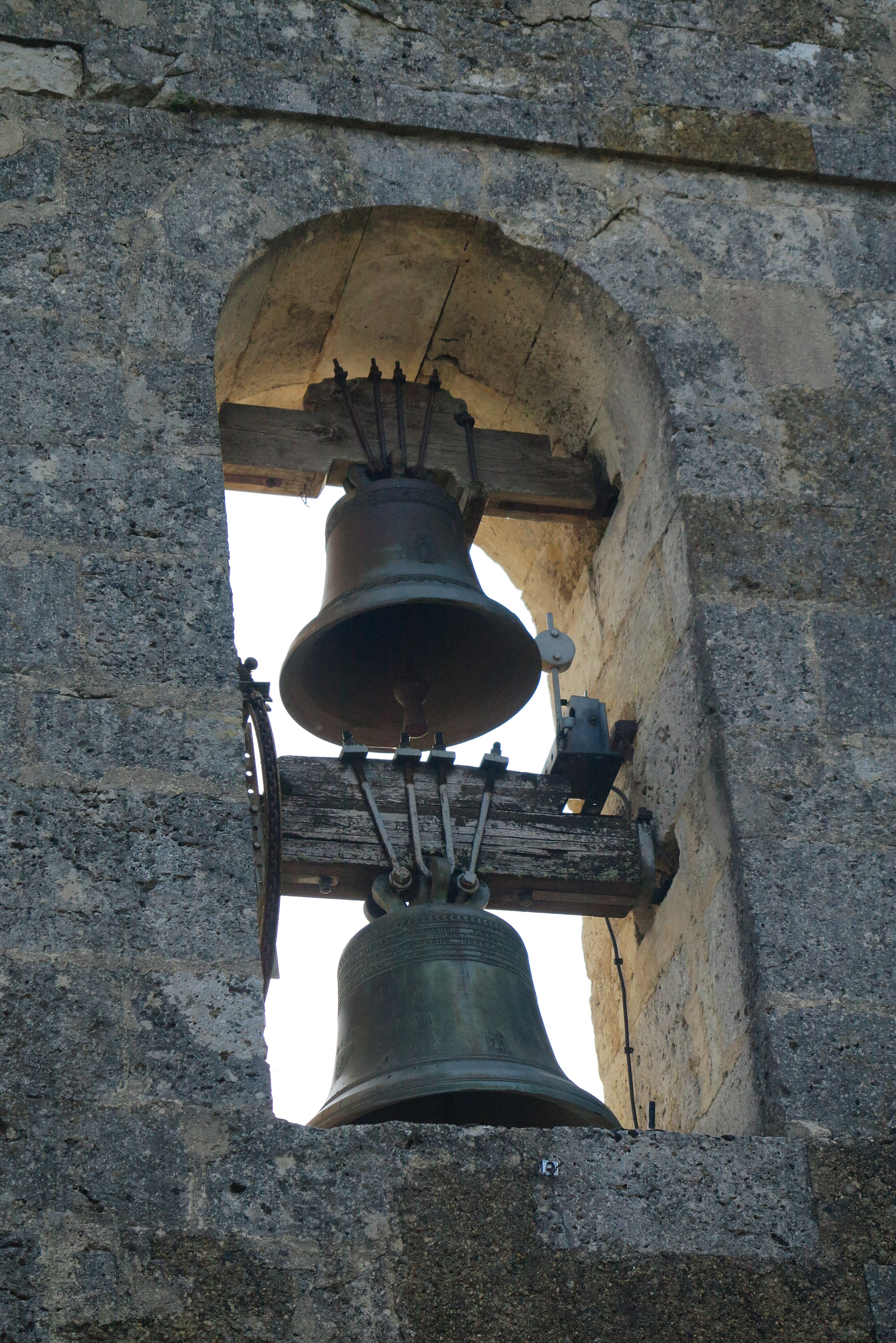
Cloches de l'Église Saint-Jean-Baptiste d'Estillac

## Vie Locale

### Sports
Depuis 2013 Estillac est une étape du championnat de France de super cross.

## Personnalités liées à la commune
- Blaise de Monluc.